# دوبلين (فيرجينيا)
دوبلين (بالإنجليزية: Dublin, Virginia)‏ هي بلدة أمريكية تقع في الولايات المتحدة في مقاطعة بولاسكي (فيرجينيا). يقدر عدد سكانها بـ 2,534 نسمة ومساحتها 3.8 كم2 وترتفع عن سطح البحر 635 متر.

## التركيبة السكانية
حدّد مكتب تعداد الولايات المتحدة بيانات التركيبة السكانية لدوبلين في تعداد الولايات المتحدة. في ما يلي، التركيبة السكانية حسب تعدادي 2000 و2010.

### تعداد عام 2000
بلغ عدد سكان دوبلين 2,288 نسمة بحسب تعداد عام 2000، وبلغ عدد الأسر 911 أسرة وعدد العائلات 538 عائلة مقيمة في البلدة. في حين سجلت الكثافة السكانية 650 نسمة لكل كيلومتر مربع (1,683.5/ميل2). وبلغ عدد الوحدات السكنية 969 وحدة بمتوسط كثافة قدره 275.3 لكل كيلومتر مربع (713.0/ميل2).
وتوزع التركيب العرقي للبلدة بنسبة 88.85% من البيض و8.57% من الأمريكيين الأفارقة و0.22% من الأمريكيين الأصليين و0.31% من الأمريكيين ذوي الأصول الآسيوية و0.48% من الأعراق الأخرى و1.57% من عرقين مختلطين أو أكثر و0.66% من الهسبانيون أو اللاتينيون من أي عرق.
بلغ عدد الأسر 911 أسرة كانت نسبة 28.5% منها لديها أطفال تحت سن الثامنة عشر تعيش معهم، وبلغت نسبة الأزواج القاطنين مع بعضهم البعض 40.4% من أصل المجموع الكلي للأسر، ونسبة 13.9% من الأسر كان لديها معيلات من الإناث دون وجود شريك، بينما كانت نسبة 4.7% من الأسر لديها معيلون من الذكور دون وجود شريكة وكانت نسبة 40.9% من غير العائلات. تألفت نسبة 37.5% من أصل جميع الأسر من عدة أفراد يعيشون في نفس المنزل ونسبة 13.3% كانت تتألف من شخص يعيش بمفرده يبلغ من العمر 65 عاماً أو أكثر. وبلغ متوسط حجم الأسرة المعيشية 2.13، أما متوسط حجم العائلات فبلغ 2.79.
بلغ العمر الوسطي للسكان 34.5 عاماً. وكانت نسبة 18.3% من القاطنين تحت سن الثامنة عشر، وكانت نسبة 8.8% بين الثامنة عشر والرابعة والعشرين عاماً، ونسبة 24.8% كانت واقعةً في الفئة العمرية ما بين الخامسة والعشرين والرابعة والأربعين عاماً، ونسبة 19.8% كانت ما بين الخامسة والأربعين والرابعة والستين، ونسبة 13% كانت ضمن فئة الخامسة والستين عاماً فما فوق. يوجد لكل 100 أنثى 87.3 ذكر، ويوجد لكل 100 أنثى في الثامنة عشر من عمرها فما فوق 80.9 ذكر.
بلغ متوسط دخل الأسرة في البلدة 27,831 دولارًا، أما متوسط دخل العائلة فبلغ 37,100 دولارًا. وكان متوسط دخل الذكور 30,417 دولارًا مقابل 23,936 دولارًا للإناث. وسجل دخل الفرد الخاص بالبلدة 18,224 دولارًا. وكانت نسبة 16.5% من العائلات ونسبة 18.5% من السكان تحت خط الفقر، وكان من هؤلاء نسبة 30.4% تحت سن الثامنة عشر ونسبة 12.1% في الخامسة والستين من العمر وما فوق.

### تعداد عام 2010
بلغ عدد سكان دوبلين 2,534 نسمة بحسب تعداد عام 2010، وبلغ عدد الأسر 888 أسرة وعدد العائلات 493 عائلة مقيمة في البلدة. في حين سجلت الكثافة السكانية 719.9 نسمة لكل كيلومتر مربع (1,864.5/ميل2). وبلغ عدد الوحدات السكنية 943 وحدة بمتوسط كثافة قدره 267.9 لكل كيلومتر مربع (693.9/ميل2).
وتوزع التركيب العرقي للبلدة بنسبة 87.53% من البيض و9.43% من الأمريكيين الأفارقة و0.04% من الأمريكيين الأصليين و0.51% من الأمريكيين ذوي الأصول الآسيوية و1.07% من الأعراق الأخرى و1.42% من عرقين مختلطين أو أكثر و1.97% من الهسبانيون أو اللاتينيون من أي عرق.
بلغ عدد الأسر 888 أسرة كانت نسبة 26% منها لديها أطفال تحت سن الثامنة عشر تعيش معهم، وبلغت نسبة الأزواج القاطنين مع بعضهم البعض 34.6% من أصل المجموع الكلي للأسر، ونسبة 16.8% من الأسر كان لديها معيلات من الإناث دون وجود شريك، بينما كانت نسبة 4.2% من الأسر لديها معيلون من الذكور دون وجود شريكة وكانت نسبة 44.5% من غير العائلات. تألفت نسبة 37.6% من أصل جميع الأسر من عدة أفراد يعيشون في نفس المنزل ونسبة 13.3% كانت تتألف من شخص يعيش بمفرده يبلغ من العمر 65 عاماً أو أكثر. وبلغ متوسط حجم الأسرة المعيشية 2.08، أما متوسط حجم العائلات فبلغ 2.73.
بلغ العمر الوسطي للسكان 37.2 عاماً. وكانت نسبة 14.7% من القاطنين تحت سن الثامنة عشر، وكانت نسبة 11.3% بين الثامنة عشر والرابعة والعشرين عاماً، ونسبة 37.1% كانت واقعةً في الفئة العمرية ما بين الخامسة والعشرين والرابعة والأربعين عاماً، ونسبة 24.7% كانت ما بين الخامسة والأربعين والرابعة والستين، ونسبة 12.2% كانت ضمن فئة الخامسة والستين عاماً فما فوق. وتوزع التركيب الجنسي للسكان بنسبة 57.2% ذكور و42.8% إناث.

## أعلام
- براندون أندرسون